# Die Gilde 2
Die Gilde 2 là trò chơi điện tử thể loại mô phỏng cuộc sống trong đó có xây dựng và quản lý và chiến lược thời gian thật do hãng 4HEAD Studios phát triển và JoWooD Entertainment phát hành. Đây là trò chơi thứ hai trong dòng trò chơi Die Gilde, tác phẩm đã phát hành tại châu Âu vào ngày 29 tháng 9 năm 2006 và phát hành ra thị trường quốc tế sau đó.
Trò chơi lấy bối cảnh châu Âu thời Trung cổ và người chơi sẽ nắm giữ một gia tộc thương gia bắt đầu xây dựng một đế chế thương mại riêng của mình tại các thành phố cạnh tranh cùng các gia tộc khác trong nhiều ngành nghề. Các gia tộc này sẵn sàng dùng các mánh khóe khác nhau về thương mại, chính trị, luật pháp, hối lộ... để có được các vị trí thuận lợi trong xã hội cho việc sản xuất, kinh doanh và hạ gục đối thủ.
Trò chơi đã nhận được nhiều đánh giá khác nhau. Phiên bản mở rộng độc lập của trò chơi là Renaissance đã phát hành vào ngày 27 tháng 7 năm 2010 và phiên bản tiếp theo là Die Gilde 3 đã được công bố là đang thực hiện.

## Phát triển và phát hành
Việc thực hiện trò chơi đã bắt đầu vào đầu năm 2006, 4 năm sau khi tựa đầu tiên trong dòng là Die Gilde được phát hành. Trò chơi phát triển tập trung vào đời sống và công việc hằng ngày của các nhân vật cũng như có nhiều ngành nghề, bản đồ lớn hơn và cải thiện trí thông minh nhân tạo so với phiên bản trước.
Phiên bản mở rộng đầu tiên là Seeräuber der Hanse đã phát hành vào ngày 15 tháng 5 năm 2007, bản mở rộng này thêm bệnh viện cùng các công trình sản xuất và buôn bán cho đường thủy. Bản Die Gilde 2 Gold chứa trò chơi cùng bản mở rộng phát hành vào ngày 31 tháng 8 năm 2007. Bản Die Gilde Universe chứa hai trò Die Gilde và Die Gilde 2 cùng bản mở rộng đã phát hành vào tháng 7 năm 2008. Phiên bản mở rộng khác là Die Königsedition đã phát hành vào ngày 25 tháng 7 năm 2008 chứa bản mở rộng đầu cùng với các bản đồ mới.
Phiên bản mở rộng độc lập có tựa Venedig đã phát hành vào ngày 10 tháng 10 năm 2008, thêm vào thành phố Venice cùng một số chi tiết khác.
Trong quá trình phát triển nhiều người hâm mộ đã phát triển thêm nhiều ngành nghề mới qua các bản mod mà nổi tiếng nhất là bản Back to the Roots, hãng phát triển sau đó lọc lại các bản mod này và tinh chỉnh để phát hành ra bản mở rộng độc lập cuối cùng là Renaissance vào ngày 27 tháng 7 năm 2010 cung cấp luôn mã nguồn và công cụ phát triển để người hâm mộ tự mở rộng trò chơi thêm nữa. Hãng cũng đã tuyển dụng những người phát triển các bản mod đáng chú ý và lập nên một nhóm phát triển riêng là Runeforge Game Studio, một số thành viên của nhóm này cũng tham gia thực hiện một phần việc phát triển phiên bản nối tiếp.

## Đón nhận
Die Gilde 2 nhận được nhiều đánh giá khác nhau từ khi được phát hành. Nhìn chung là trò chơi được đánh giá từ mức trên trung bình đến khá tại các trang chuyên về trò chơi điện tử như GameRankings đã đánh giá trò chơi là 62%, tại Metacritic là 61/100, tại GameSpot 6.2/10... Một phần do trò chơi mắc quá nhiều lỗi khi phát hành lần đầu và phải tung ra nhiều bản vá nhất là lỗi hỏng tập tin lưu.
Bản mở rộng Seeräuber der Hanse thì nhận được đánh giá tích cực hơn bản đầu nhưng các bản mở rộng sau nó thì lại bị đánh giá thấp hơn vì các lý do như việc thiếu phần chơi nối mạng trong bản Venedig đã làm nhiều người chơi cụt hứng. Bản Renaissance đã nhận được Giải thưởng về âm thanh của tạp chí PC Games.